# Melitaea baileyi
Melitaea baileyi är en fjärilsart som beskrevs av Charles James Watkins 1927. Melitaea baileyi ingår i släktet Melitaea och familjen praktfjärilar. Inga underarter finns listade i Catalogue of Life.